# جامعة جيجيانغ
جامعة جيجيانغ (بالصينية: 浙江大學)، هي جامعة دولية عامة تقع في جيجيانغ، الصين.

## الروابط الخارجية
1. ↑  وصلة مرجع: http://www.zju.edu.cn/xqzl/xygk/xygk.htm.
2. ↑  مُعرِّف قاعدة بيانات البحث العالمية (GRID): grid.413679.e.
3. ↑  مُعرِّف قاعدة بيانات البحث العالمية (GRID): grid.469636.8.
4. ↑  مُعرِّف قاعدة بيانات البحث العالمية (GRID): grid.484516.a.
5. ↑  وصلة مرجع: http://zje.intl.zju.edu.cn/en/about-us/introduction. الوصول: 5 يونيو 2019.
6. ↑  搜狐网 – 高校门户网 – 浙江大学 [وصلة مكسورة] نسخة محفوظة 11 مايو 2008 على موقع واي باك مشين.

- Zhejiang University Home Page (بالإنجليزية)
- For International Students Admissions

1. "History of Zhejiang University". Zhejiang University. مؤرشف من الأصل في 2016-12-25.